# Thomas Wentworth (2e baron Wentworth)
Pour l’article homonyme, voir Thomas Wentworth.
Thomas Wentworth (1525 – 13 janvier 1584), 2e baron Wentworth de Nettlestead, est un noble anglais, le dernier gouverneur anglais de Calais.

## Biographie
Il est le fils aîné de Thomas Wentworth (1501-1551), 1er baron Wentworth.
Il se distingue à la bataille de Pinkie Cleugh en 1547 sous les ordres de Somerset, son parent, mais fait pourtant partie du tribunal des pairs qui condamne ce dernier à la décapitation pour trahison (1551). Thomas Wentworth est l'un des proches conseillers de la reine Marie, qui le nomme gouverneur de Calais. Wentworth est d'ailleurs le dernier commandant anglais de cette place, qu'il doit céder aux Français lors de l'assaut préventif mené par le duc de Guise à l'hiver 1557-1558. Les rapports qu'il a adressés à l'English Council sur le délabrement de la citadelle avaient été ignorés. Wentworth reste prisonnier en France pendant plus d'un an, puis à son retour en Angleterre est détenu à la Tour de Londres en attendant d'être jugé pour trahison (1559). Il est cependant acquitté de cette accusation. 
Son fils aîné William épousa une fille de Lord Burghley, mais meurt avant son père. Le titre de baron passe donc au fils cadet Henry (1558-1593) : ce dernier est l'un des juges de Marie Ire d'Écosse à Fotheringhay en 1586.